# Victoria Lundblad

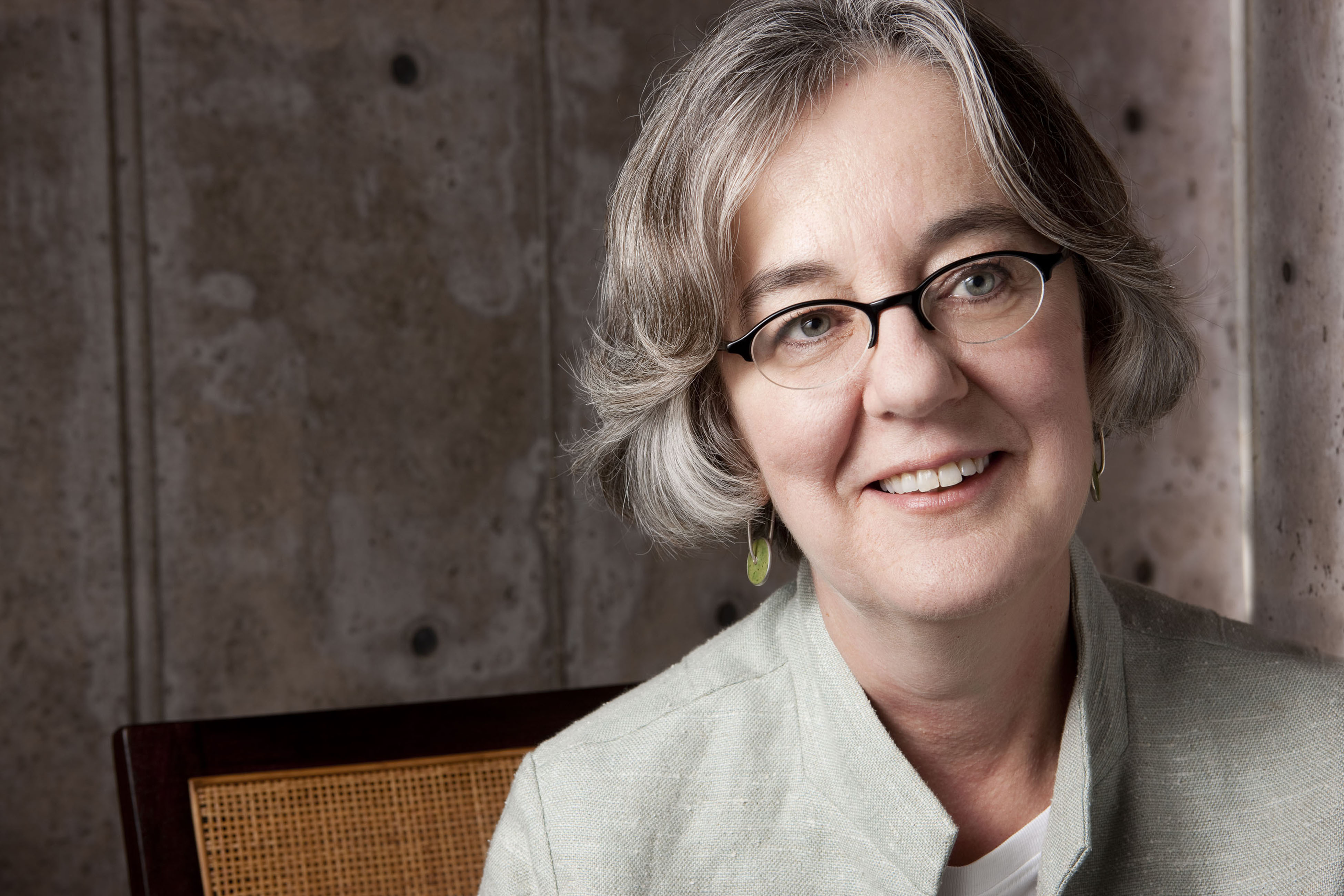
Victoria Lundblad, 2009

Victoria Joan „Vicki“ Lundblad (* 26. August 1952 in Berkeley, Kalifornien) ist eine US-amerikanische Molekular- und Zellbiologin am Salk Institute for Biological Studies. Sie ist für ihre Arbeiten zu Genetik, Struktur und Funktion von Telomeren bekannt, jener Struktur aus repetitiver DNA und Proteinen, die an den Enden der Chromosomen für deren Stabilität sorgen, aber auch wichtige Funktionen für Wachstum und Altern von Zellen haben.

## Leben und Wirken
Lundblad erwarb 1976 an der University of California, Berkeley einen Bachelor in Biochemie und bei Nancy Kleckner an der Harvard University einen Ph.D. mit einer Arbeit zu bakteriellen Transposons.
Ab 1983 arbeitete Lundblad als Postdoktorandin bei dem späteren Nobelpreisträger Jack Szostak an der Harvard University, wo sie Strategien zur Identifizierung der bis dahin nur hypothetischen Telomerase entwickelte. 1989 entdeckte sie dort das Gen Est1, das für eine aktivierende Untereinheit der Telomerase codiert. Eine zweite Station als Postdoktorandin führte Lundblad zurück an die University of California, Berkeley, zu der späteren Nobelpreisträgerin Elizabeth Blackburn, wo sie ein Telomerase-unabhängiges System zur Wiederauffüllung der Telomere identifizierte.
1991 erhielt Lundblad, zunächst gefördert durch das National Institute on Aging, an der Baylor University ihre erste eigene Arbeitsgruppe. In großangelegten Untersuchungen mit Hefe-Kulturen identifizierte Lundblad hier drei weitere Gene im Telomerase-Stoffwechselweg. In Zusammenarbeit mit Thomas R. Cech von der University of Colorado Boulder konnte sie zeigen, dass eines dieser Gene, Est2, für den Teil der Telomerase codiert, der den Telomeren neue DNA hinzufügt. In weiteren Arbeiten konnte sie zeigen, dass bestimmte Defekte im DNA-Reparatur-System gleichzeitig die Telomerase-unabhängige Telomer-Erhaltung verstärken, womit der gemeinsame Ursprung zweier unterschiedlicher Mechanismen der Krebsentstehung erklärt werden konnte.
Seit 2006 hat Lundblad eine Professur am Salk Institute for Biological Studies. Zusätzlich ist sie Adjunct Professor an der University of California, San Diego.
2008 wurde sie gemeinsam mit Elizabeth Blackburn und Carol Greider für ihre Arbeiten zu zellulärem Altern und zu Krebs mit dem Pearl Meister Greengard Prize ausgezeichnet. Szostak, Blackburn und Greider erhielten für ihre Arbeiten zu den Telomeren und der Telomerase 2009 den Nobelpreis für Physiologie oder Medizin.
Neuere Arbeiten Lundblads befassen sich mit dem Protein Cdc13, das an Telomere bindet und mit der Telomerase interagiert.
Victoria Lundblad ist mit dem Molekularbiologen Lou Zumstein verheiratet. Das Paar hat keine Kinder.

## Auszeichnungen (Auswahl)
- 2003 Fellow der American Association for the Advancement of Science
- 2008 Pearl Meister Greengard Prize[3]
- 2014 Fellow der American Academy of Microbiology (American Society for Microbiology)[4]
- 2015 Mitglied der National Academy of Sciences[5]